# Вила Кризманић
Вила Кризманић, позната и као "Титова вила", данас Вила "Тамара" у Сомбору је здање саграђено као летњиковац имућне сомборске породице Кризманић. Саграђена је двадесетих година 20. века изван града са десне стране Апатинског пута, непосредно пре моста преко Великог бачког канала. Од центра града вила је удаљена око 3 км, увучена 40м од цесте и окружена је великим травњаком и парком за шетњу.

## Историја
Кризманићи су се доселили у Сомбор половином 19. века из Врбовског у Ријечкој жупанији. Били су једна од имућнијих породица у Сомбору.
Двадесетих година 20. века саградили су вилу, раскошан летњиковац изван града.
Вила је саграђена као једноспратница, чији је предњи део имао кров на четири воде, са три торња различите висине и облика, те са пространим имањем око виле, ограђеним оградом од кованог гвожђа. Вила је национализована после Другог светског рата.
Последњи корисник летњиковца, била је Јелена Кризманић, супруга Пиште Кризманића. У породичну вилу више није ушла после 1945. године. 
Непосредно после рата у овом здању се налазила официрска менза, а потом су градске власти некадашњи летњиковац Кризманића намениле (и опремиле) за општинску гостинску вилу, у случају посете Сомбору председника тадашње Југославије маршала Јосипа Броза Тита, али и других високих државних руководилаца или угледних личности, па је ово здање међу Сомборцима названо "Титовом вилом".
Председник Тито у вилу никада није крочио. Служила је као смештај угледних гостију града Сомбора, и  углавном, општинским и партијским руководиоцима и њиховим гостима као место опуштања и забаве.
Од познатих личности тог доба у вили је боравио Моша Пијаде, председник Савезне скупштине.
У вили је често боравио и сомборски приповедач Вељко Петровић шездесетих година 20. века, а тада би му у вилу организовано долазили ђаци сомборских основних школа са својим наставницима.

## Вила данас
Почетком овог века, 2005. године, вила је потпуно обновљена и претворена у елитан угоститељски објекат, промењено јој је име у Вила "Тамара". Од смештајних капацитета има две једнокреветне, једну двокреветну собу и два апартмана. Намењена је искључиво пословним људима који долазе у Сомбор и околину.
Вили је дограђен приземан анекс од стакла и метала испред зграде, а пространо двориште је с укусом и мером уређено као парковски простор.
Простор виле "Тамара" погодан је за мање скупове и семинаре до 40 особа колики је и капацитет терасе.

## Галерија
- Вила Кризманић (некада) - Вила Тамара (данас)
- Вила Кризманић (некада) - Вила Тамара (данас)
- Вила Кризманић (некада) - Вила Тамара (данас)
- Вила Кризманић (некада) - Вила Тамара (данас)
- Вила Кризманић (некада) - Вила Тамара (данас)
- Вила Кризманић (некада) - Вила Тамара (данас)
- Вила Кризманић (некада) - Вила Тамара (данас)
- Вила Кризманић (некада) - Вила Тамара (данас)